# 浜村淳の歌の宝石箱
『浜村淳の歌の宝石箱』（はまむらじゅんのうたのほうせきばこ）は、MBSラジオが2024年4月7日から毎週日曜日の5:30 - 6:00（JST）に放送している音楽番組。浜村淳（映画評論家・司会者・ラジオパーソナリティ）による冠番組の一つで、1974年4月8日から毎日放送→MBSラジオで日曜以外の曜日に編成されていた『ありがとう浜村淳です』（午前中の生ワイド番組）が、2024年4月から土曜日（『ありがとう浜村淳です土曜日です』）のみの週1回放送へ移行したことを受けて、事前収録方式で放送を開始した。

## 概要
2024年の誕生日で89歳になった浜村が、同年3月29日（金曜日）まで50年間にわたって出演してきた『ありがとう浜村淳です』（平日版）に代わって、新たにレギュラーでパーソナリティを任された番組。毎回特定のテーマを設けたうえで、浜村ならではの解説を交えながら、そのテーマに沿った楽曲（歌謡曲、カントリー・ミュージック、シャンソン、映画音楽など）を1回につき4 - 5曲放送している。浜村によれば、『ありがとう浜村淳です』平日版の生放送が終了してからも、木曜日と金曜日にはMBSラジオの本社（大阪市北区茶屋町）で当番組の準備や収録に臨んでいるという。
基本として関岡香が浜村のパートナーを務めているが、浜村より52歳年下（2024年の誕生日の時点で37歳）ながら昭和歌謡への造詣が深い福島暢啓（いずれも毎日放送アナウンサー）も、月に1回のペースでパートナーを担当。福島が出演する回では、『浜村淳と福島のぶひろの昭和歌謡もいいんじゃない』（2023年に「『ありがとう浜村淳です』放送50周年特別企画」の一環で2回放送された特別番組）の流れを組む格好で、テーマを昭和歌謡に特化している。

## 出演者
- 浜村淳
- 関岡香（毎日放送アナウンサー）
  - 『ありがとう浜村淳です』（平日版）の水曜日における最後のアシスタントで、2023年9月から半年にわたって浜村と共演。放送上は、平日版の終了（2024年3月29日）から8日後に、当番組で浜村と再びコンビを組んでいる。
  - 毎日放送正社員としての定年（60歳）を2024年4月30日（火曜日）に迎えていたが、実際には翌5月1日（水曜日）から嘱託扱いの「シニアスタッフ」として同局に在籍しているため、当番組には同月以降も「毎日放送アナウンサー」という立場で出演を続けている。ただし、定年の前週（4月20日以降）に毎日放送の慰労休暇を取得したため、休暇前後の放送分では以下の後輩（正社員）アナウンサーがパートナーを代行した。
    - 2024年4月21日：松川浩子
    - 2024年5月5日：福島暢啓
      - この日以降の放送分でも、月に1回のペース（昭和歌謡に特化した回）でパートナーを担当。